# 巴亚斯
巴亚斯（法語：Bayas，法語發音：[bajas]）是法国吉伦特省的一个市镇，属于利布尔讷区。该市镇总面积10.82平方公里，2009年时的人口为459人。

## 人口
巴亚斯人口变化图示